# Бейсужек Вторий (хутір)
Бейсужек Вторий — хутір в Виселківському районі Краснодарського краю. Центр Бейсужецького сільського поселення.
Лежить за 10 км південніше станиці Виселкі на березі Лівого Бейсужка. На заході межує з хутором Бураковким, на сході — зі станицею Новобейсузькою.
Хутір Бейсужек Перший, існував раніше на правому березі річки між Бейсужком Вторим і Новобейсузькой, нині розформовано.